# Sylvio Mendes Campos Junior
Sylvio Mendes Campos Junior, més conegut com a Sylvinho o Silvinho (São Paulo, 12 d'abril de 1974) és un exfutbolista i entrenador brasiler que jugava com a defensa lateral esquerre i va formar part durant cinc anys de la plantilla del FC Barcelona, equip amb el qual es va proclamar per dues vegades campió d'Europa.
Tot i que havia estat internacional sis vegades amb la selecció brasilera, el 2004 va obtenir també la nacionalitat espanyola (després d'haver residit tres anys al país). Va retirar-se com a jugador professional al Manchester City anglès. Actualment és l'entrenador de la selecció Albània

## Clubs

### Com a jugador
- Sport Club Corinthians Paulista - (Brasil) 1994 - 1999
- Arsenal FC - (Anglaterra) 1999 - 2001
- Celta de Vigo - (Espanya) 2001 - 2004
- FC Barcelona - (Espanya) 2004 - 2009
- Manchester City - (Anglaterra) 2009 - 2010

### Com a entrenador
- Olympique de Lyon - (França) - 2019
- S. C. Corinthians - (Brasil) - 2021-2022
- Selecció nacional d'Albania - (Albània) 2023 - actualitat[1]

## Palmarès
- 1 Copa de Brasil (Corinthians, 1995)
- 2 Lligues brasileres (Corinthians, 1998 i 1999)
- 1 Copa Catalunya (FC Barcelona, temporada 2004-2005)
- 3 Lligues espanyoles (FC Barcelona, temporada 2004-05, 2005-06 i 2008-09)
- 2 Supercopes d'Espanya (FC Barcelona, 2005 i 2006)
- 2 Lliga de Campions de la UEFA (FC Barcelona, 2005-06 i 2008-09)
- 1 Copa del Rei (FC Barcelona, 2008-09)